# Ereutalione
Ereutalione (In greco antico Ἐρευθαλίων Ereuthalìōn) è un personaggio della mitologia greca, uno degli eroi di Ftia.

## Mitologia
Di lui si racconta nell'Iliade come scudiero di Licurgo, con il quale partecipò alla guerra di Troia. Licurgo gli regalò quindi le sue armi, essendo troppo anziano per poterle utilizzarle al meglio.
Queste armi magiche erano state donate dal Dio della guerra Ares ad Areitoo, il quale era stato ucciso da Licurgo che se ne era impossessato.
Ereutalione venne poi ucciso da Nestore.